# Anas ibn Malik
Anas ibn Malik (612-712) es uno de los compañeros más longevos del Profeta (Sahaba), del Islam Mahoma. Su nombre completo era Anas ibn Malik ibn Nadar al-Khazraji al-Ansari. Era un ansar nacido en Medina en la actual Arabia Saudita y era parte de la tribu Banu Khazraj. Su madre era Rumaysa bint Milhan, popularmente conocida por su kunya Umm Sulaym de la tribu Banu Najjar que fue una de las primeras mujeres que se convirtió al islam en Yatrib (hoy Medina), sin embargo su padre Malik Ibn Nadr falleció sin ser musulmán. Después de la muerte de su esposo, Rumaysa se volvió a casar con Abu Talha ibn Thabit, padre de Abdullah ibn Talha. A partir de los ocho años, Anas se convirtió en un fiel compañero de Mahoma, y se quedó con él hasta su muerte, es decir durante diez años. También tenía un hermano llamado Al-Bara 'ibn Malik. 
Después de la muerte de Mahoma en el 632, Anas participó en las conquistas del Islam donde estuvo al mando de la caballería en el sitio de la gran fortaleza de Shushtar en Persia, donde perdió a su hermano Bara «que murió mártir» al tratar de salvarlo. Luego fue a Damasco y se estableció en Basora, Irak, donde permaneció hasta su muerte a la edad de cien años. Fue el último sahaba en morir después de Abu Tufayl, y conoció en persona a Abu Hanifa, fundador de la primera de las cuatro grandes escuelas (madhhab) de la jurisprudencia islámica, lo que lo convirtió en un Tabi‘un (persona que conocía al menos un sahaba).
Anas ibn Malik informó de 1266 hadices, de los cuales 168 están en Sahih al-Bukhari y Sahih Muslim. Está considerado por los musulmanes como uno de los mejores narradores, confiable y uno de los mejores sahaba. Escribió en hadices las palabras del profeta y en el tiempo de reproducción era posible corregir errores.
En febrero de 2006, su tumba ubicada al oeste de Basora (Irak) fue destrozada por los chiitas.

## Biografía
- Az-Zirakli, Khairuddin (2002). Al-A‘lām [Los Nombres] (en árabe) 3 (15.ª edición). Beirut: Dar el-Ilm Lilmalayin. Archivado desde el original el 9 de agosto de 2017. Consultado el 11 de abril de 2018.

- Datos: Q76330
- Multimedia: Anas ibn Malik / Q76330